# Регемяе
Ре́гемяе (ест. Rehemäe küla) — село в Естонії, у волості Ляене-Ніґула повіту Ляенемаа.

## Населення
Чисельність населення на 31 грудня 2011 року становила 47 осіб.

## Географія
Через населений пункт проходить автошлях 9 (Еесмяе — Хаапсалу — Рогукюла).

## Історія
1 березня 2017 року село Регемяе, що входило до цього до складу волості Ніссі повіту Гар'юмаа, відійшло до волості Ляене-Ніґула.